# Рятівник (фільм, 2006)
«Рятівник» (англ. «The Guardian») — американська драма 2006 року режисера Ендрю Девіса з Кевіном Костнером і Ештоном Кутчером в головних ролях.

## Зміст
Бен Ренделл довгі роки працював плавцем-рятувальником, але трагічний інцидент забрав життя його друзів. Намагаючись забути пережите горе, він тренує молодих хлопців-рятувальників Берегової охорони США. Його найкращий учень - Джейк Фішер. Він володіє сильним характером і прагненнями до мети. Під час поїздки на Аляску вчителя і учня чекає найсерйозніше випробування.

## Ролі
| Актор               | Роль                      |
| ------------------- | ------------------------- |
| Кевін Костнер       | гол. старшина Бен Рендалл |
| Ештон Кутчер        | Джейк Фішер               |
| Ніл МакДонаф        | Джек Скіннер              |
| Мелісса Сейджміллер | Емілі Томас               |
| Кленсі Браун        | Капітан Вільям Гедлі      |
| Браян Джераті       | Біллі Годж                |
| Сіла Ворд           | Хелен Рендалл             |
| Омарі Хардвік       | Карл Біллінгс             |
| Майкл Реді          | Зінгаро                   |
| Пітер Гейл          | Денні Доран               |
| Шелбі Фіннера       | Кейт Ліндсі               |
| Деймон Ліпарі       | Деймон Беннетт            |
| Бонні Брамлетт      | Меггі Макглоун            |
| Джон Герд           | Капітан Френк Ларсон      |
| Дьюлі Хілл          | Кен Візерлі               |
| Браян Патрік Вейд   | Мітч Лайонс               |
| Джо Аркетт          | Другий пілот Антунез      |
| Ендрю Шанно         | Пілот Генрі Мітчелл       |
| Тілки Джонс         | Тілки Флінт               |
| Деніель Молто       | Річард Вейкфілд           |
| Дж. Д. Евермор      | Джайлер                   |

| #     | Назва                                                                 | Тривалість |
| ----- | --------------------------------------------------------------------- | ---------- |
| 1.    | «Never Let Go» (Браян Адамс)                                          | 5:05       |
| 2.    | «Something To Talk About» (Shedaisy)                                  | 3:54       |
| 3.    | «Saturday Night» (Ozomatli)                                           | 4:01       |
| 4.    | «Love & Happiness» (Bonnie Bramlett)                                  | 4:32       |
| 5.    | «The Mockingbird» (Lisa Lavie)                                        | 3:07       |
| 6.    | «Hold Tight» (Tad Robinson)                                           | 4:03       |
| 7.    | «Tri-Me» (Abby Ahmad)                                                 | 4:33       |
| 8.    | «Hold On, I'm Coming» (Bonnie Bramlett)                               | 2:57       |
| 9.    | «Shake Up The World» (Stevie Funkworm Butler)                         | 4:09       |
| 10.   | «Friday Night» (Cheryl Wilson)                                        | 3:00       |
| 11.   | «Run Me In The Dirt (Throwdown)» (Marty James та Joseph Butch Flythe) | 3:29       |
| 12.   | «The Guardian Suite» (Trevor Rabin)                                   | 7:39       |
| 50:29 |                                                                       |            |

## Знімальна група
- Режисер — Ендрю Девіс
- Сценарист — Рон Л. Брінкерхофф
- Продюсер — Бо Флінн, Тріп Вінсон, Ерміан Бернштейн
- Композитор — Тревор Ребін